# Градски парк „Гаврило Принцип”
Градски парк "Гаврило Принцип" или Принципов парк је новоизграђени парк у општини Источно Ново Сарајево, град Источно Сарајево. Парк је отворен на Видовдан 2014. године, поводом стогодишњице Великог рата, а отворили су га, Предсједник Републике Српске Милорад Додик, српски члан Предсједништва БиХ Небојша Радмановић и начелник општине Источно Ново Сарајево Љубиша Ћосић.

## Историјат
Источно Ново Сарајево је општина са највећим степеном урбанизације и стамбене изградње, као и једна од општина у Републици Српској са највећим приливом становника. Потреба за изградњом паркова и рекреационих површина присутна је дуги низ година, а од завршетка Одбрамбено-отаџбинског рата и конституисања посљератне општине Српско Ново Сарајево, уређен је парк Сунца који се налази  између улица Стефања Немање и Карађорђеве. Парк Сунце је велике површине, и осим стаза за шетање, и клупа нема других садржаја за одмор и рекреацију. У склопу бивше касарне Славиша Вајнер Чича, гдје се данас налази студентски дом, такође постоји парк мањих димензија, Чича.
Почетком 2014. године општина је представила план изградње новог градског парка у централном дијелу општине, између улица Спасовданска, Змај Јовина и Војводе Радомира Путника. Парк је према тадашњем плану требало да задовољи потребе становника свих узраста, града Источног Сарајева. Од плана се није одступило, а парк је свечано, али још увијек у потпуности не завршен, отворен на Видовдан 2014. године.